# ふれあい自然列島
『新日鉄アワー ふれあい自然列島』（しんにってつアワー ふれあいしぜんれっとう）は、1986年4月27日から1987年9月20日までTBS系列局で放送されていた毎日放送製作の教養番組である。新日本製鐵グループの単独提供。放送時間は毎週日曜 10:30 - 11:00 （日本標準時）。
『生きものばんざい』の放送開始から14年間続いた『新日鉄アワー』は、本番組の最終回をもって終了した。その後は替わって日曜10:00枠が毎日放送製作枠になり、2週間後に同局製作の特撮ドラマ『仮面ライダーBLACK』がスタートした。本番組最終回の翌週には、日曜10:30枠で『仮面ライダーBLACK』の事前告知番組『これが仮面ライダーBLACKだ!!』が放送された。尤も、日曜10:00枠に元々からローカル番組を編成している兼ね合いから、従来の『新日鉄アワー』の枠で『仮面ライダーBLACK』を時差ネットした系列局も存在する。
| TBS 日曜10:30枠                                               | TBS 日曜10:30枠                                                 | TBS 日曜10:30枠                                                       |
| 前番組                                                        | 番組名                                                          | 次番組                                                                |
| ------------------------------------------------------------- | --------------------------------------------------------------- | --------------------------------------------------------------------- |
| 新日鉄アワー ザ・ビッグデー （1982年10月3日 - 1986年4月20日） | 新日鉄アワー ふれあい自然列島 （1986年4月27日 - 1987年9月20日） | 号外版 風雲!たけし城 （1987年10月4日 - 1988年5月29日） ※10:30 - 11:30 |

| スタブアイコン | サブスタブ | この項目は、まだ閲覧者の調べものの参照としては役立たない、テレビ番組に関連した書きかけの項目です。この項目を加筆・訂正などしてくださる協力者を求めています（P:テレビ/PJ:放送または配信の番組）。 |